# Торлауксхёбн
Торлауксхёбн (исл. Þorlákshöfn) — город в Исландии.

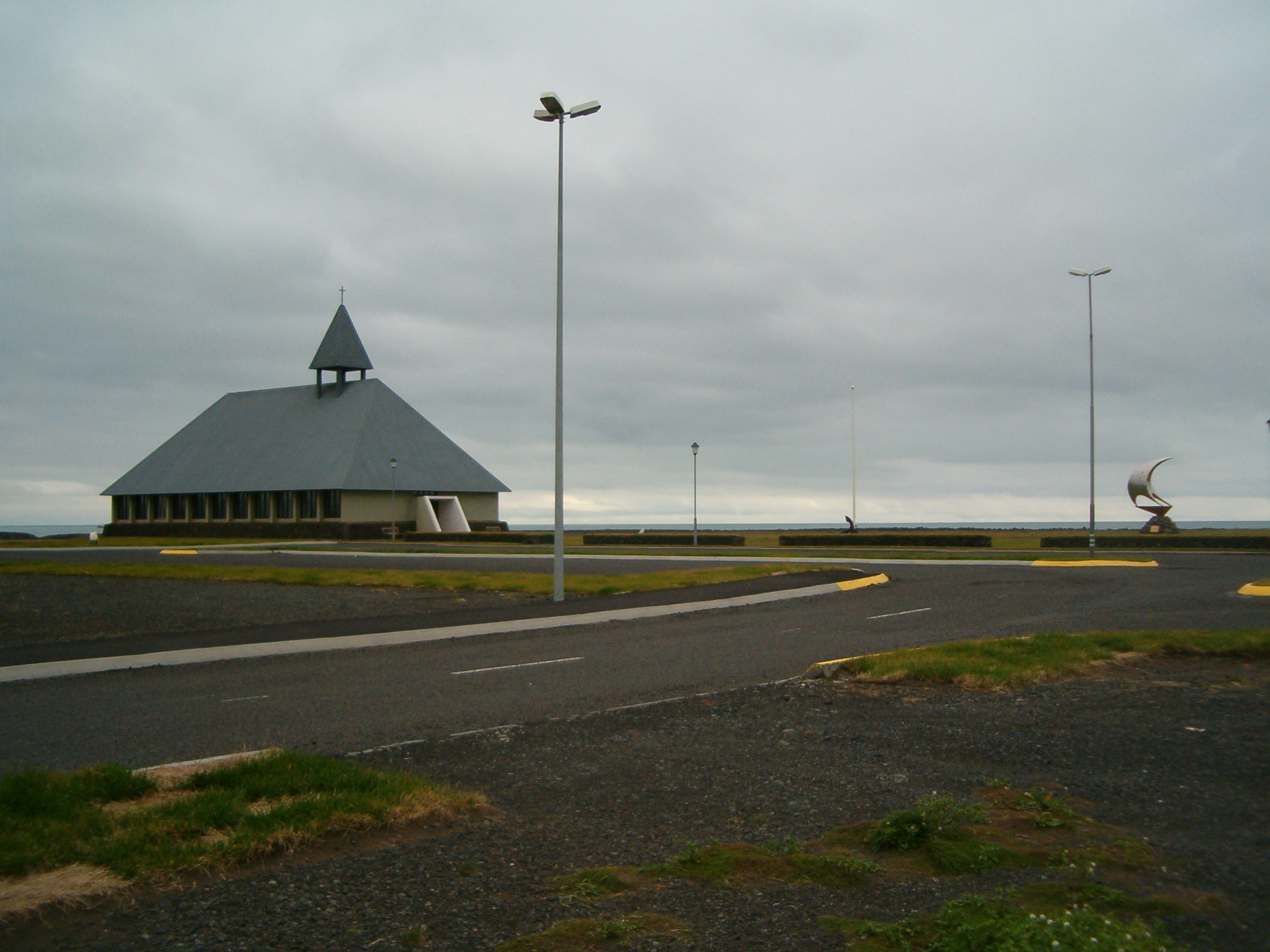
Церковь Торлауксхёбна

Город Торлауксхёбн расположен на южном побережье Исландии, на берегу Атлантического океана. Административно входит в общину Ольфюс сислы Арнес региона Судурланд.
Торлауксхёбн — портовый город, лежащий на расстоянии в 52 километра юго-восточнее от столицы страны Рейкьявика. Численность населения города составляет 1.541 человека (на 1 декабря 2007 года). На плоском южном побережье Исландии, где фактически отсутствуют естественные бухты и заливы, Торлауксхёбн является одним из 2 океанских портов (наряду с расположенным на 400 километров восточнее портом Хёбн). Из Торлаусхёбна ходит регулярно также паром к острову Хеймаэй (расстояние составляет 70 километров). Горожане в основном заняты в судостроении и рыболовстве.